# George Reiffenstein
George Patten Reiffenstein (* 17. März 1883 in Carleton County; † 9. Juni 1932 in Whitby) war ein kanadischer Ruderer.

## Karriere
Reiffenstein besuchte das Ottawa Collegiate Institute. 1904 nahm er an den Olympischen Spielen in St. Louis teil. Hier erreichte er mit seiner Mannschaft vom Argonaut Rowing Club im Achter den zweiten Rang und sicherte sich somit Silber. Im folgenden Jahr gewann er bei der Royal Canadian Henley Regatta die Wettbewerbe im Vierer ohne Steuermann und Achter.
Neben dem Rudersport war er auch im Rugby erfolgreich. 1901 gewann er mit seiner Mannschaft die Meisterschaft. Beruflich war er in Napanee im Bankwesen und der Hundezucht aktiv. Während des Ersten Weltkriegs diente er im kanadischen Heer. Nach Ende des Kriegs legte er seinen deutschklingenden Nachnamen ab und nahm den Namen Carr an. Später betrieb er eine Farm in Dartford.